# Puchar Świata w Zapasach 2001 – styl klasyczny mężczyzn
Zawody Pucharu Świata w 2001 roku w stylu wolnym kobiet odbyły się w dniach 3–4 listopada w Levallois-Perret we Francji.

## Ostateczna kolejność drużynowa
| Poz. | Państwo           |
| ---- | ----------------- |
|      | Rosja             |
|      | Turcja            |
|      | Stany Zjednoczone |
| 4.   | Francja           |
| 5.   | Egipt             |

## Wyniki

### Mecze
- Rosja -  Turcja 16-15
- Rosja -  Stany Zjednoczone 20-7
- Rosja -  Francja 23-8
- Rosja -  Egipt 27-5
- Turcja -  Stany Zjednoczone 18-12
- Turcja -  Francja 24-8
- Turcja -  Egipt 17-15
- Stany Zjednoczone -  Egipt 21-10
- Stany Zjednoczone -  Francja 17-14
- Francja -  Egipt 16-12

### Klasyfikacja indywidualna
| Waga   |                        |                      |                                   | 4                 | 5                        | 6                     |
| ------ | ---------------------- | -------------------- | --------------------------------- | ----------------- | ------------------------ | --------------------- |
| 54 kg  | Rienat Bikkinin        | Bayram Özdemir       | Muhammad Mustafa Abu al-Ila       | Brandon Paulson   | Hamou Oubrick            | ----                  |
| 58 kg  | Aleksiej Szewcow       | Djamel Ainaoui       | Jim Gruenwald                     | Şeref Tüfenk      | Ercan Yıldız             | Aszraf al-Gharabili   |
| 63 kg  | Şeref Eroğlu           | Kevin Bracken        | Nikołaj Monow                     | Sébastien Hidalgo | Philippe Bendjoudi       | Sabir Mahmud Muhammad |
| 69 kg  | Michaił Iwanczenko     | Aurélien Bozonet     | Mahmut Altay                      | Marcel Cooper     | Ahmed Mohamed Abdelsadek | ----                  |
| 76 kg  | Nazmi Avluca           | Andriej Czeriepachin | Yvon Riemer                       | Keith Sieracki    | Szukri Atafi             | Ahmad Sa’id Muhammadi |
| 85 kg  | Muhammad Abd al-Fattah | Tekin Çağlar         | Ethan Bosch                       | Lewani Kezewadze  | Nabil El-Harde           | ----                  |
| 97 kg  | Karam Dżabir           | Siergiej Artiuchin   | Cédric Theval                     | Mehmet Özal       | Hamza Yerlikaya          | Jason Loukides        |
| 130 kg | Dremiel Byers          | Aleksiej Tarabarin   | Hiszam Abd al-Wahhab Abd al-Mumin | Fatih Bakir       | Midhat Fejzic            | Yannick Szczepaniak   |